# Proto-industrie

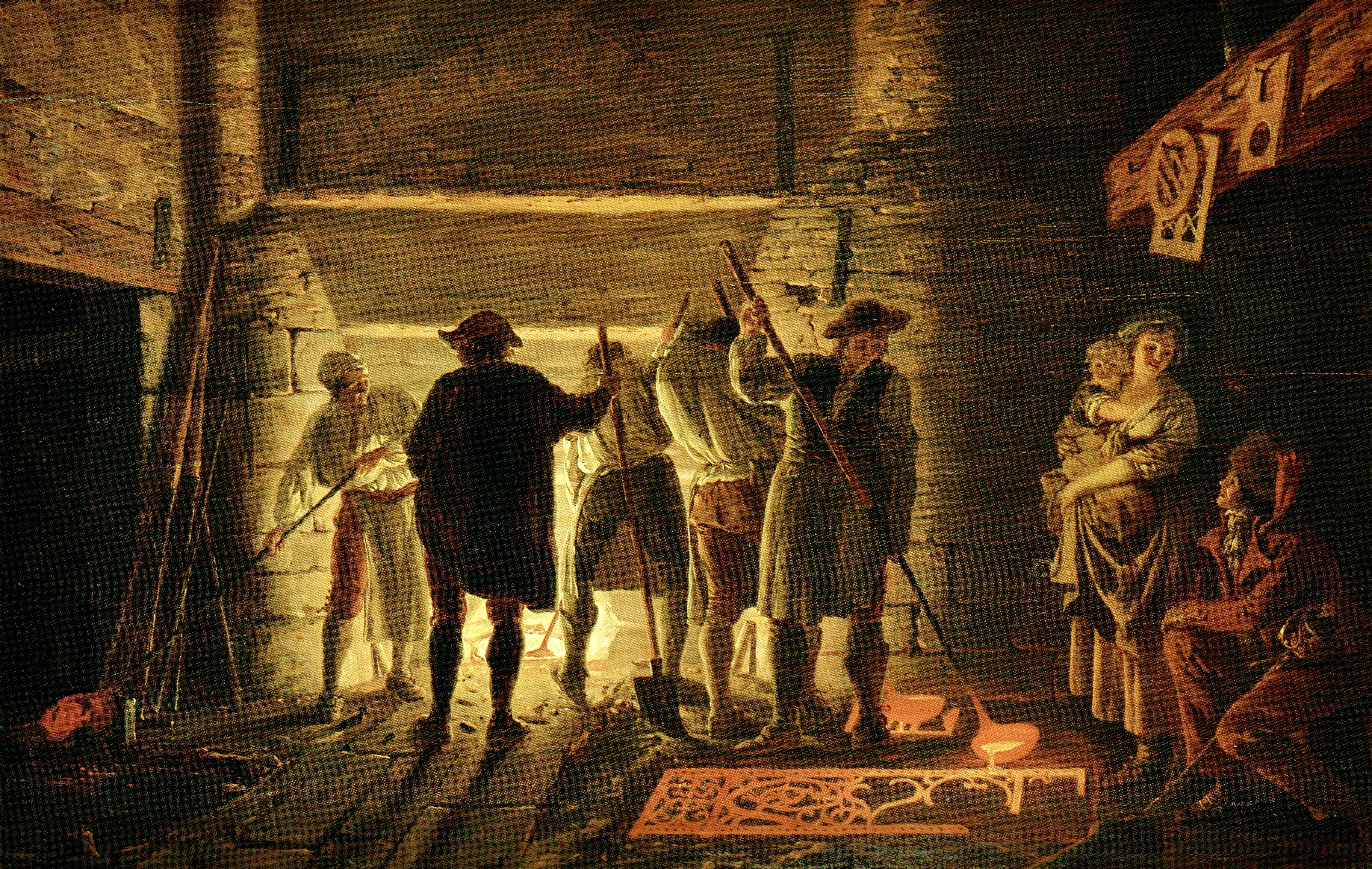
Intérieur d'une fonderie de la fin du XVIIIe siècle.

La proto-industrie (ou proto-industrialisation) est un terme économique, conçu par Franklin Mendels en 1969, décrivant de très petits ateliers essentiellement situés en milieu rural aux XVIIIe et XIXe siècles en Europe occidentale.
On retrouve déjà en 1964 ce terme dans la préface du livre de Bernard Rudofsky Architecture sans architectes (traduit en français en 1977) pour qualifier l'architecture des « norias, moulins à vent verticaux ou horizontaux, et pigeonniers générateurs d'engrais ».
En France, un décret du 7 septembre 1762 par le Conseil du roi de France permet aux paysans de fabriquer des étoffes ou de la métallurgie sans faire partie d'une corporation de métiers. Des dispositions similaires avaient déjà été spontanément prises sans attendre d'autorisation dans la blanchisserie. Au XVIIIe siècle, dans la plaine de Flandre, des paysans travaillent le lin en famille pour des marchands-fabricants urbains. Ces évolutions seront postérieurement interprétées par les historiens du XXe siècle comme étant des formes de proto-industrie. Cette notion est notamment illustrée par le Domestic system dans les milieux ruraux du XVIe siècle jusqu'au début de la révolution industrielle.

## Critères et définitions
Cinq critères donnent sa cohérence au concept de proto-industrie :
1. l'apparition et le développement d'une production industrielle destinée à l'exportation hors de la région, comme les toiles de Bretagne ;
2. l'implication de nombreuses familles paysannes qui trouvent dans l'activité industrielle d'indispensables ressources complémentaires ;
3. la complémentarité entre des producteurs de surplus agricoles commercialisés et de petits exploitants installés sur des parcelles trop petites ou trop peu fertiles pour assurer leur survie ;
4. la présence d'une région organisée autour d'une ou plusieurs villes et unifiée par des moyens de transport et une unité juridique.
5. L'organisation dualiste et mixte de la production, imbriquant étroitement ateliers urbains modernes et mécanisés, et un système productif manuel, rural et techniquement moins spécialisé.

## Une période historique
Les proto-industries sont caractéristiques du développement économique propre à de nombreuses régions européennes de 1650 à 1860, fondé sur les manufactures rurales et l'agriculture intensive. Les paysans, en plus de leur production agricole, fournissent le commerce en produit d'artisanat local (principalement les femmes, filant et confectionnant des toiles), généralement de qualité moyenne (domestic system). Elle concurrence et motive en même temps les manufactures. 
Cette activité rurale, pratiquée à ses débuts à des fins de ressources complémentaires, précède et entre en concurrence avec la révolution industrielle. Il est difficile de globaliser les caractéristiques, les dates d'apparition et de disparition de la proto-industrie; ceci doit être fait domaine par domaine.
La production artisanale est délocalisée des villes vers les campagnes, hors de l'influence des corporations. Ainsi, les prix sont fixés par les marchands et non plus par les organisations de producteurs.

## Exemples de proto-industries

### France
La proto-industrie classique, objet principal de l'étude de Franklin Mendels, concerne la fabrication des produits textiles et s'achève avec le développement des manufactures, au milieu du XIXe siècle.
Une autre proto-industrie, celle de la mécanique ou du travail du fer, s'est principalement développée au XIXe siècle et s'est poursuivie jusqu'au milieu du XXe siècle (clouterie, décolletage comme en Haute-Savoie). Parfois, comme dans l'horlogerie (Horloge comtoise), les paysans et les manufactures travaillent de pair, l'un produisant les pièces de base, l'autre assurant l'assemblage.
À des degrés divers, Bretagne, Normandie, Languedoc, la région de Saint-Quentin et Valenciennes (mulquinerie) connaissent la proto-industrialisation.

### Suisse
Le développement horloger dans la région du Jura, en particulier dans le canton de Neuchâtel (La Chaux-de-Fonds, Le Locle) a connu une phase proto-industrielle dès le XVIIIe siècle et s'est accompli sous la forme de l'établissage. Le succès de cette forme de production fut tel que la résistance à l'industrialisation à l'américaine était encore très vive à la fin du XIXe siècle.

### Belgique
Dans la Région wallonne, notamment dans la région de Theux (Province de Liège) les paysans exploitaient des fours à chaux à titre de revenu de complément.

## Les marchands-fabricants
Ils apportent la matière première aux paysans (ex : laine, lin...) puis récupèrent le produit semi-fini pour le vendre en ville.